# Plummer (Idaho)
Pour les articles homonymes, voir Plummer.
Plummer est une ville du comté de Benewah de l'Idaho (États-Unis). La population était de 1 044 habitants au recensement de 2010, contre 990 habitants en 2000. Il s'agit de la plus grande ville et est accessible par l'U.S. Route 95, principale route nord-sud de l'État.

## Démographie

### Recensement de 2010
Au recensement de 2010, il y avait 1 044 personnes, 374 ménages, et 261 familles résidant dans la ville. La densité de population était de 835,2 habitants par mile carré. Il y avait 405 unités de logement à une densité moyenne de 324,0 par mile carré. Le maquillage racial de la ville était de 45,7 % de Blanc, de 1,1 % d'Afro-américain, de 42,7 % d'amérindien et de 8,0 % d'hispanique ou latino.
Il y avait 374 ménages, dont 43,3 % avaient des enfants de moins de 18 ans vivant avec eux, 41,7 % étaient des couples mariés vivant ensemble, 15,2 % étaient des femmes sans mari, 12,8 % étaient des hommes sans femme et 30,2 % étaient des non-familles. La taille moyenne des ménages était de 2,78 et la taille moyenne de famille était 3.27.
L'âge médian de la ville est de 31,4 ans. 32,8 % des habitants ont moins de 18 ans, 9,6 % étaient âgés de 18 à 24 ans, 22,3 % étaient âgés de 25 à 44 ans, 24,8 % étaient âgés de 45 à 64 ans et 10,3 % étaient âgés de 65 ans ou plus. La composition par sexe de la ville était de 51,1 % d'hommes et 48,9 % de femmes.

### Recensement de 2000
Au recensement de 2000, il y avait 990 personnes, 336 ménages, et 257 familles résidant dans la ville. La densité de population était de 875,2 personnes par mile carré (338,3 km2). Il y avait 380 unités de logement à une densité moyenne de 335,9 par mile carré (129,8 km2). Le maquillage racial de la ville était de 55,86 % de blanc, de 0,71 % d'afro-américain, de 39,29 % d'amérindien, de 0,10 % d'asiatiques, de 2,93 % d'hispanique ou de latino.
Il y avait 336 ménages, dont 38,4 % avaient des enfants de moins de 18 ans vivant avec eux, 49,4 % étaient des couples mariés vivant ensemble, 17,3 % ont eu un chef de famille féminin sans mari, et 23,5 % étaient des non-familles. La taille moyenne des ménages était de 2,95 et la taille moyenne de famille était 3.33.
Dans la ville la population a été étendue avec 33,3 % sous l'âge de 18 ans, 12,2 % âgés de 18 à 24 ans, de 26,6 % âgés entre 25 et 44 ans. L'âge médian était de 29 ans. Pour 100 femmes, il y avait 96,8 hommes.
Le revenu médian pour un ménage dans la ville était 28,438 dollars, et le revenu médian pour une famille était de 31,806 dollars. Les hommes ont eu un revenu médian de 26,583 dollars contre 20,357 dollars pour les femmes. Le revenu par habitant de la ville était de 10,564 dollars. Environ 17,3 % des familles et 22,0 % de la population étaient au-dessous du seuil de pauvreté, y compris 23,8 % des moins de 18 ans et 18,8 % des personnes de 65 ans ou plus.

## Source
- (en) Cet article est partiellement ou en totalité issu de l’article de Wikipédia en anglais intitulé « Plummer, Idaho » (voir la liste des auteurs).

1. ↑  (en) Spokesman-Review - recensement de 2010 - Plummer, Idaho
2. ↑  (en) « American FactFinder », sur Bureau de recensement des États-Unis (consulté le 1er avril 2014)